# Windows Internet Name Service
WINS (англ. Windows Internet Name Service, рус. Windows-служба Internet-имён) — служба сопоставления NetBIOS-имён компьютеров с IP-адресами узлов.
Хотя WINS не объявлен устаревшим, Microsoft не рекомендует устанавливать его на новые системы, а вместо WINS ставить DNS.
Сервер WINS осуществляет регистрацию имён, выполнение запросов и освобождение имён. Возможно[стиль], при использовании NetBIOS поверх TCP/IP необходим WINS-сервер для определения корректных IP-адресов.
Использует 137 порт по TCP и UDP.
Существует два WINS-сервера — один из них поставляется с Windows Server, второй включен в пакет Samba (также существует отдельный порт Samba4WINS).
Рекомендуется использовать в сетях, состоящих из более чем одного сегмента, и при наличии компьютеров с операционными системами, не основанными на Active Directory.
По своей сути и функциональности WINS — это аналог DNS для NetBIOS, но без поддержки иерархической структуры.

## Преимущества использования WINS-сервера[2]
WINS предоставляет ряд преимуществ администраторам сетей TCP/IP, среди которых:
- динамическая база данных сопоставлений имен и адресов, обеспечивающая поддержку регистрации и разрешения имен компьютеров;
- централизованное управление базой данных сопоставлений имен и адресов, благодаря которому сокращается объем операций, связанных с управлением файлами Lmhosts;
- уменьшение широковещательного трафика NetBIOS в подсетях за счет того, что клиенты, запрашивающие WINS-серверы, могут непосредственно искать удаленные системы;
- поддержка клиентов, использующих ранние версии Microsoft Windows и NetBIOS, в сети, разрешая им просматривать списки удаленных доменов Windows независимо от наличия локальных контроллеров доменов в каждой подсети;
- поддержка DNS-клиентов, позволяя им находить ресурсы NetBIOS, если реализована интеграция просмотра WINS.

Разрешение имен для WINS-клиентов является расширением аналогичного процесса разрешения имен, который используется всеми клиентами службы Microsoft NetBIOS через TCP/IP (NetBT) в сети, запрашивающими разрешение NetBIOS-имен. Действительный способ разрешения имен прозрачен для пользователя.
В Windows XP и Windows 2000 WINS-клиенты используют следующую последовательность действий для разрешения имени при выполнении запроса командой net use аналогичным приложением, использующим протокол NetBIOS.
1. Определяется, не превышает ли длина имени 15 символов и не содержатся ли в нем точки (.). В любом из этих случаев делается запрос имени к службе DNS.
2. Определяется, не хранится ли имя в кэше удаленных имен на компьютере клиента.
3. Выполняется обращение к настроенным для данного клиента WINS-серверам и делается попытка разрешить имя с помощью службы WINS.
4. Используются локальные широковещательные рассылки по протоколу IP в подсети.
5. Проверяется файл Lmhosts, если установлен флажок «Включить поиск LMHOSTS» в свойствах «Протокол Интернета (TCP/IP)» для подключения.
6. Проверяется файл Hosts.
7. Запрашивается DNS-сервер.

## Компоненты WINS-сервера
Основные компоненты WINS — WINS-серверы и WINS-клиенты. В некоторых конфигурациях также используются посредники — WINS-прокси.

### WINS-серверы
WINS-сервер обрабатывает запросы на регистрацию имен, поступающие от WINS-клиентов, регистрирует их имена и IP-адреса и отвечает на запросы разрешения NetBIOS-имен от клиентов, возвращая IP-адрес по имени, если это имя находится в базе данных сервера.
WINS-серверы можно также настроить для репликации содержимого их баз данных (в которых хранятся сопоставления NetBIOS-имен компьютеров с IP-адресами) на другие WINS-серверы. При запуске WINS-клиента в сети, например рабочей станции, его имя и IP-адрес отправляются в запросе на регистрацию непосредственно к основному WINS-серверу, настроенному для этого клиента. Поскольку именно этот сервер регистрирует клиентов, его называют владельцем записей о клиентах в базе данных.

#### База данных WINS
В базе данных WINS хранятся сопоставления NetBIOS-имен и IP-адресов компьютеров сети. Если для WINS-сервера настроен партнер репликации, содержимое базы данных на локальном сервере реплицируется (принудительно отправляется) на сервер партнера репликации. Если партнеры репликации настроены как «запрашивающие» партнеры, записи удаленного WINS-сервера копируются в локальную базу данных. Интервалы репликации настраиваются в консоли управления (MMC) с помощью оснастки WINS, которая также называется консолью WINS.
Кроме того, консоль WINS предоставляет средства, необходимые для управления, просмотра, резервного копирования и восстановления базы данных WINS-сервера. Создавайте резервные копии базы данных всякий раз, когда создаются резервные копии других файлов на WINS-сервере.

### WINS-клиенты
WINS-клиенты регистрируют свои имена на WINS-сервере, когда они запускаются или подключаются к сети. Затем клиенты делают запрос к WINS-серверу для разрешения в адреса удаленных имен, когда это необходимо.
Клиентами, поддерживающими службу WINS, являются компьютеры, которые могут быть настроены на непосредственное использование WINS-сервера. Большинство WINS-клиентов обычно имеет несколько NetBIOS-имен, которые они должны зарегистрировать для использования в сети. Эти имена используются для опубликования различных типов сетевых служб, например службы сообщений или службы рабочей станции, которые каждый компьютер может использовать различными способами для связи с другими компьютерами в сети.

### WINS-прокси
WINS-прокси представляет собой компьютер WINS-клиента, настроенный на работу от имени других компьютеров, которые не могут использовать службу WINS непосредственно. WINS-прокси помогает в разрешении NetBIOS-имен компьютерам, расположенным в маршрутизируемых сетях TCP/IP.
По умолчанию большинство компьютеров, которые не могут использовать службу WINS, применяет широковещательную рассылку для разрешения NetBIOS-имен и регистрирует свои NetBIOS-имена в сети. WINS-прокси может быть настроен на прослушивание от имени этих компьютеров и на запрос у WINS-сервера имен, не разрешенных широковещательной рассылкой.
WINS-прокси полезны и необходимы в тех сетях, в которых есть клиенты, имеющие право выполнять только широковещательные рассылки NetBIOS (или b-узлы). В большинстве сетей все клиенты обычно поддерживают WINS, и поэтому WINS-прокси там не нужны.
WINS-прокси прослушивают функции службы имен NetBIOS b-узла (регистрация имени, освобождение имени и запрос имени) и могут отвечать на запросы таких имен, которые являются удаленными и не используются в локальной сети. Прокси связываются непосредственно с WINS-сервером для получения сведений, необходимых для отклика на такие локальные широковещательные рассылки.
WINS-прокси используются описанным ниже образом.
- Когда клиент b-узла регистрирует свое имя, прокси проверяет это имя в базе данных WINS-сервера. Если имя существует в базе данных WINS, прокси может отправить отрицательный ответ клиенту b-узла, пытающемуся зарегистрировать это имя.
- Когда клиент b-узла освобождает свое имя, прокси удаляет имя клиента из кэша удаленных имен.
- Когда клиент b-узла отправляет запрос имени, прокси пытается разрешить это имя с помощью сведений, хранящихся в его кэше удаленных имен, или с помощью сведений, полученных от WINS-сервера.

## Управление WINS-сервером
Основными средствами управления WINS-серверами являются консоль WINS и команды Netsh для WINS.

### Консоль WINS
Консоль WINS — это оснастка консоли управления (MMC).
После установки WINS-сервера можно использовать консоль WINS или команды Netsh для WINS для выполнения перечисленных ниже основных задач администрирования.
1. Просмотр и фильтрация регистраций NetBIOS-имен, хранимых на WINS-сервере, для имен клиентов, используемых в сети.
2. Добавление и настройка партнеров репликации для WINS-сервера.
3. Выполнение задач, связанных с обслуживанием, включая архивацию, восстановление, сжатие и очистку базы данных WINS-сервера.

Кроме того, с помощью консоли WINS или команд Netsh для WINS можно выполнять необязательные или дополнительные задачи настройки, а именно:
просмотр и изменение свойств службы WINS, например параметра «Интервал обновления» и других интервалов, используемых при регистрации, обновлении и проверке записей имен, хранящихся в базе данных сервера;
- добавление или настройка статических сопоставлений WINS, если их нужно использовать в сети;
- удаление или захоронение записей WINS, которые появляются в данных WINS-сервера, используемых в сети.